# جولین (فیلم)
جولین (به انگلیسی: Jolene) فیلمی درام محصول کشور ایالات متحده می‌باشد که در سال ۲۰۰۸ ساخته شد. کارگردان این فیلم دن ایرلند است و از ستارگان این فیلم می‌توان به جسیکا چستین اشاره کرد.